# Drobnič
Drobnič  je priimek v Sloveniji, ki so ga po podatkih Statističnega urada Republike Slovenije na dan 1. januarja 2010  uporabljale 702 osebi in je med vsemi priimki po pogostosti uporabe uvrščen na 335. mesto.

## Znani nosilci priimka
- Andreja Drobnič Vidic (*1969), pedagogičarka matematike
- Anton Drobnič (1928–2018), pravnik, generalni državni tožilec, predsednik Nove slovenske zaveze
- Erika in Bojan Drobnič, inovatorja, podjetnika (zibelke iz lesa)
- Dušan Drobnič, strojnik, serviser harmonik in učitelj harmonike
- Dušica Drobnič, gradbenica
- France Drobnič (1902–1963), misijonar v Indiji
- Ivan Drobnič (?–1950), zdravnik primarij
- Ivan Drobnič (1914–1950?), pravnik, partizan, tožilec
- Janez Drobnič (*1957), sociolog in politik
- Janez Drobnič (1924–2004), kirurg urolog, pionir otroške urologije v Jugoslaviji
- Josip Drobnič (1812–1861), gledališko-prosvetni organizator, leksikograf, publicist, prevajalec
- Jože Drobnič, smučarski trener
- Jože Drobnič, veterinar
- Katja Drobnič (*1960), genetičarka, forenzičarka
- Lidija Drobnič (1931–2021), politična zapornica, pravnica, političarka
- Ludvik Drobnič Vasja (1929–?), pisec spominov
- Maja Drobnič Radobuljac, otroška psihiatrinja
- Marinka Drobnič-Košorok (*1953), biokemičarka, univ. prof.
- Marjeta Drobnič (*1966), prevajalka, hispanistka
- Marko Drobnič, gospodarstvenik (Talum)
- Matej Drobnič, zdravnik ortoped, prof. MF
- Mateja Drobnič, atletičarka, skakalka ob palici
- Mirko Drobnič (1920–2000), zdravnik gastroenterolog
- Mitja Drobnič (*1951), diplomat
- Neža Drobnič Bogataj (*1987), pevka, kantavtorica
- Polona Drobnič, slikarka, vizualna umetnica
- Robert Drobnič (*1973), ekonomist, strok. za javno upravo in regionalni razvoj
- Sonja Drobnič (*1956), sociologinja
- Uroš Drobnič, kemik, športni delavec